# Estrées-Saint-Denis

Estrées-Saint-Denis este o comună în departamentul Oise, Franța. În 1 ianuarie 2022 avea o populație de 3.660 de locuitori.